# АЕС Коввада
Атомна електростанція Коввада це запропонована атомна електростанція потужністю 6600 МВт у штаті Андхра-Прадеш, Індія. Проект планується на площі 2067 акрів. За словами GV Ramesh, директора проекту в NPCIL, близько 485 акрів землі вже було передано для проекту адміністрацією району Шрікакулам. Очікується, що придбання решти 1582 акрів землі буде завершено до жовтня 2017 року. Станція планується з використанням 6 реаторів AP1000.

## Інформація про реактори
| Реактор   | Тип реактора | Продуктивність | Продуктивність | Початок будівництва | Підключення до мережі | Введення в експлуатацію | Закриття |
| Реактор   | Тип реактора | Нетто          | Брутто         | Початок будівництва | Підключення до мережі | Введення в експлуатацію | Закриття |
| --------- | ------------ | -------------- | -------------- | ------------------- | --------------------- | ----------------------- | -------- |
| Коввада-1 | AP1000       | 1117 МВт       | 1250 МВт       |                     |                       |                         |          |
| Коввада-2 | AP1000       | 1117 МВт       | 1250 МВт       |                     |                       |                         |          |
| Коввада-3 | AP1000       | 1117 МВт       | 1250 МВт       |                     |                       |                         |          |
| Коввада-4 | AP1000       | 1117 МВт       | 1250 МВт       |                     |                       |                         |          |
| Коввада-5 | AP1000       | 1117 МВт       | 1250 МВт       |                     |                       |                         |          |
| Коввада-6 | AP1000       | 1117 МВт       | 1250 МВт       |                     |                       |                         |          |